# Gewone zeebarbeel
De gewone zeebarbeel (Mullus barbatus) is een straalvinnige vis uit de familie van de zeebarbelen (Mullidae). De wetenschappelijke naam van de soort werd in 1758 gepubliceerd door Carl Linnaeus.

## Ondersoorten
- Mullus barbatus barbatus
- Mullus barbatus ponticus Essipov, 1927